# Mycodrosophila subciliatipes
Mycodrosophila subciliatipes är en tvåvingeart som beskrevs av Toyohi Okada 1986. Mycodrosophila subciliatipes ingår i släktet Mycodrosophila och familjen daggflugor. Inga underarter finns listade i Catalogue of Life.